# تميز المنتج
في علم الاقتصاد والتسويق، تميز المنتج (يعرف أيضًا "بالتميز") عبارة عن عملية جعل المنتج متميزًا أو مختلفًا عن المنتجات الأخرى، لكي يصبح أكثر جاذبية لسوق مستهدف معين. وهذا ينطوي على تمييزه عن المنتجات المنافسة فضلاً عن عروض الشركات المنتجة. وقد اقترح إدوارد تشامبرلين هذا المفهوم في نظرية المنافسة الاحتكارية التي توصل إليها عام 1933.

## الأساس المنطقي
يمكن أن يكون التميز مصدرًا للميزة التنافسية. وعلى الرغم أن البحث في سوق متخصص قد يؤدي إلى تغيير المنتج بغرض تحسين التمييز، إلا أن التغييرات في حد ذاتها لا تعد تمييزًا. أما التسويق أو تمييز المنتج فهو عملية وصف الاختلافات بين المنتجات أو الخدمات، أو قائمة الاختلافات الناتجة. ويتم ذلك من أجل إظهار الجوانب الفريدة لمنتج الشركة وإضفاء قيمة عليه. وتعد كتب التسويق واضحة وصريحة فيما يتعلق بوجوب أن يكون أي تمييز قيمًا بالنسبة للمشترين (e.g.). ويشير مصطلح عرض البيع المتميز إلى الدعاية الإعلانية لإظهار تميز المنتج.
في الاقتصاد، التمييز الناجح للمنتج هو الذي يؤدي إلى المنافسة الاحتكارية ويكون غير متناسق مع شروط المنافسة المثالية، والتي تتضمن شرط أن تكون منتجات الشركات المتنافسة بدائل مثالية. وهناك ثلاثة أنواع لتمييز المنتج:
1. بسيط: يستند إلى مجموعة متنوعة من الخصائص
2. أفقي : يعتمد على خاصية واحدة ولكن المستهلكين ليسوا على يقين فيما يتعلق بالجودة
3. رأسي : يعتمد على خاصية واحدة ولكن المستهلكين ليسو على يقين فيما يتعلق بالجودة

عادةً ما تكون اختلافات العلامة التجارية طفيفة، بل يمكن أن تكون مجرد اختلاف في التغليف أو موضوع الإعلان . المنتج المادي لا يحتاج إلى التغيير، ولكن يمكن فعل ذلك. ويرجع التمييز إلى إدراك المشترين للفرق، بالتالي قد تكون أسباب التمييز جوانب وظيفية للمنتجات أو الخدمات، وكيفية توزيعها وتسويقها، أو من يقوم بشرائها. تأتي المصادر الرئيسية لتمييز المنتجات على النحو التالي.
- فروق الجودة التي يصاحبها عادةً فروقٌ في السعر.
- فروق في الميزات الوظيفية أو التصميم
- جهل المشترين فيما يتعلق بالخصائص الأساسية ونوعيات السلع التي يشترونها
- أنشطة البائعين في ترويج المبيعات وبالأخص الدعاية
- فروق التوفر (مثل الوقت والمكان).

كما أن هدف التمييز يتمثل في تطوير وضع المنتج بحيث يراه المستهلكون فريدًا. يستخدم هذا المصطلح في كثير من الأحيان عند التعامل مع نموذج أعمال مجاني، وهو الذي تقوم فيه الشركات بتسويق نسخة مجانية ومدفوعة من منتج معين. وبفرض استهدافهم لنفس مجموعة المستهلكين، فلا بد أن تكون هذه النسخ المجانية المدفوعة متباينة بشكل فعال.
ويصبح التمييز مؤثرًا في المقام الأول من خلال الحد من المنافسة المباشرة: بحيث يصبح المنتج أكثر اختلافًا، ويصبح التصنيف أكثر صعوبةً وبالتالي ينطوي على مقارنات أقل مع منافسيه. كما أن إستراتيجية تمييز المنتج الناجحة هي التي تنقل منتجك من المنافسة القائمة في المقام الأول على السعر إلى المنافسة القائمة على عوامل غير متعلقة بالسعر (مثل خصائص المنتج، أو إستراتيجية التوزيع، أو المتغيرات الترويجية).
قد يقول معظم الأشخاص إن الآثار المترتبة على التمييز هي إمكانية فرض فرق بين الأسعار، ولكن هذا يعد تبسيطًا كبيرًا. فإذا لقي عرض الشركة تقييمًا من المستهلك، ستكون هذه الشركة أقل حساسية بالنسبة لأوجه التعاطي مع العروض المنافسة؛ وقد لا يكون السعر من بين هذه الأوجه. فالتمييز يجعل العملاء ضمن شريحة معينة تقل لديهم حساسية الميزات الأخرى (غير السعرية) للمنتج.

## مخاوف أخلاقية
تثير بعض طرق تمييز المنتج مخاوف أخلاقية. ويشمل ذلك الأساليب القائمة على جهل المستهلكين، أو تغيير العلامة التجارية للمنتجات الموجودة لبيعها على أنها جديدة، أو عرض السلع التالفة (anti-features) التي تفرض قيودًا على السلع الأخرى السليمة.

## وصلات خارجية
- Spring 1997 - Jonathan B. Baker Director, Bureau of Economics Federal Trade Commission on Product Differentiation